# Янссенс, Жан Батист
Жан Батист Янссенс (нидерл. Jean-Baptiste Janssens; 22 декабря 1889 — 5 октября 1964) — генерал Общества Иисуса (иезуиты), двадцать седьмой по счёту глава ордена и девятый после его восстановления в 1814 году.

## Биография
Жан Батист Янссенс родился в городе Мехелен (Бельгия). Обучался в школе в Хасселте, затем в Университете Сен-Луи в Брюсселе. 23 сентября 1907 года поступил в новициат ордена иезуитов. В 1909 году принял обеты в ордене.
После двух лет обучения в иезуитском колледже в Лувене, он получил докторскую степень в области гражданского права в Католическом университете Лувена. С 1921 по 1923 год изучал каноническое право в Григорианском университете Рима, где получил вторую докторскую степень, в области канонического права.
С 1923 по 1929 года преподавал каноническое право в иезуитском колледже Лувена, в 1929 году назначен его ректором. В 1938 году Янссенс стал провинциалом иезуитской провинции Северная Бельгия. В 1939 году Янссенс совершал визитацию иезуитской миссии в Заире (тогда Бельгийское Конго).
Во время Второй мировой войны и нацистской оккупации Бельгии Янссенс принимал активное участие в спасении большой группы еврейских детей, которые были спрятаны в зданиях, принадлежавших иезуитам. 24 июня 1975 года израильский Институт Катастрофы и героизма «Яд ва-Шем» присвоил Янссенсу почетное звание праведник народов мира.
Когда в 1942 году генерал Общества Влодзимеж Ледуховский скончался, генеральный викарий иезуитов Норберт де Буан, на котором лежала обязанность созыва Генеральной конгрегации, не смог этого сделать из-за идущей войны. Фактически генеральный викарий управлял Обществом более трёх лет, а пост генерала оставался вакантным. 29-ю Генеральную конгрегацию Общества Иисуса удалось созвать только в сентябре 1946 года. 15 сентября Жан Батист Янссенс был избран новым главой ордена.
Общество выкупило виллу Кавалетти в Альбанских горах, которая стала новой резиденцией генерала и местом для отдыха иезуитов Рима и сотрудников Григорианского Университета. В 1949 году Янссенс выпустил «Инструкцию по общественному апостольству», которая стала вехой в истории иезуитского образования. В ней Янссенс также предостерегает членов Общества от тесного союза с капиталистами, призывая больше заботиться о нуждающихся. В течение всего времени своего руководства орденом двумя главными целями Янссенса было провести обновление и оживление иезуитских колледжей, а также сформулировать новые цели для общественного апостольства членов ордена в условиях второй половины XX века. Под его руководством иезуиты достигли своей наивысшей численности в истории, 36 тысяч человек. Впоследствии число членов Общества начало неуклонно снижаться.
В 1957 году в связи с ухудшившимся здоровьем главы ордена по его просьбе был избран генеральный викарий, канадец Джон Свейн.
Жан Батист Янссенс скончался 5 октября 1964 года. Похоронен на римском кладбище Кампо Верано. Его преемником на посту генерала иезуитов стал Педро Аррупе.